# Província de Linares
La província de Linares se situa en la regió del Maule, a Xile; té una superfície de 9.414 km² i posseïx una població de 253.000 habitants. La capital provincial és la ciutat de Linares, important centre industrial i comercial i seu episcopal. La província inclou 8 comunes o municipis:
- Linares
- San Javier de Loncomilla
- Parral
- Villa Alegre
- Longaví
- Colbún
- Retiro
- Yerbas Buenas